# Pedicularis insignis
Pedicularis insignis är en snyltrotsväxtart som beskrevs av Bonati. Pedicularis insignis ingår i släktet spiror, och familjen snyltrotsväxter. Inga underarter finns listade i Catalogue of Life.